# Effectif des équipes au Championnat d'Europe de football 1988
Cette page contient la liste de toutes les équipes et de leurs joueurs ayant participé au championnat d'Europe de football 1988. Les âges et le nombre de sélections des footballeurs sont ceux au début de la compétition.

## Effectifs des participants

### Allemagne de l'Ouest
Sélectionneur : Franz Beckenbauer
| No. | Pos.      | Joueur            | Date de naissance et âge | Sélec. | Club                 |
| --- | --------- | ----------------- | ------------------------ | ------ | -------------------- |
| 1   | Gardien   | Eike Immel        | 27 novembre 1960         |        | VfB Stuttgart        |
| 2   | Défenseur | Guido Buchwald    | 24 janvier 1961          |        | VfB Stuttgart        |
| 3   | Défenseur | Andreas Brehme    | 9 novembre 1960          |        | Bayern de Munich     |
| 4   | Défenseur | Jürgen Kohler     | 6 octobre 1965           |        | 1. FC Cologne        |
| 5   | Défenseur | Matthias Herget   | 14 novembre 1955         |        | KFC Uerdingen 05     |
| 6   | Défenseur | Uli Borowka       | 19 mai 1962              |        | Werder de Brême      |
| 7   | Milieu    | Pierre Littbarski | 16 avril 1960            |        | 1. FC Cologne        |
| 8   | Milieu    | Lothar Matthäus   | 21 mars 1961             |        | Bayern de Munich     |
| 9   | Attaquant | Rudi Völler       | 13 avril 1960            |        | AS Rome              |
| 10  | Milieu    | Olaf Thon         | 1er mai 1966             |        | Schalke 04           |
| 11  | Attaquant | Frank Mill        | 23 juillet 1958          |        | Borussia Dortmund    |
| 12  | Gardien   | Bodo Illgner      | 7 avril 1967             |        | 1. FC Cologne        |
| 13  | Milieu    | Wolfram Wuttke    | 17 novembre 1961         |        | 1. FC Kaiserslautern |
| 14  | Défenseur | Thomas Berthold   | 12 novembre 1964         |        | Hellas Vérone        |
| 15  | Défenseur | Hans Pflügler     | 27 mars 1960             |        | Bayern de Munich     |
| 16  | Attaquant | Dieter Eckstein   | 12 mars 1964             |        | 1. FC Nuremberg      |
| 17  | Milieu    | Hans Dorfner      | 3 juillet 1965           |        | Bayern de Munich     |
| 18  | Attaquant | Jürgen Klinsmann  | 30 juillet 1964          |        | VfB Stuttgart        |
| 19  | Défenseur | Gunnar Sauer      | 11 juin 1964             |        | Werder de Brême      |
| 20  | Milieu    | Wolfgang Rolff    | 26 décembre 1959         |        | Bayer Leverkusen     |

### Angleterre
Sélectionneur : Bobby Robson
| No. | Pos.      | Joueur          | Date de naissance et âge | Sélec. | Club              |
| --- | --------- | --------------- | ------------------------ | ------ | ----------------- |
| 1   | Gardien   | Peter Shilton   | 18 septembre 1949        | 98     | Derby County      |
| 2   | Défenseur | Gary Stevens    | 27 mars 1963             | 23     | Everton           |
| 3   | Défenseur | Kenny Sansom    | 26 septembre 1958        | 83     | Arsenal           |
| 4   | Milieu    | Neil Webb       | 30 juillet 1963          | 7      | Nottingham Forest |
| 5   | Défenseur | Dave Watson     | 20 novembre 1961         | 11     | Everton           |
| 6   | Défenseur | Tony Adams      | 10 octobre 1966          | 11     | Arsenal           |
| 7   | Milieu    | Bryan Robson    | 11 janvier 1957          | 66     | Manchester United |
| 8   | Milieu    | Trevor Steven   | 21 septembre 1963        | 23     | Everton           |
| 9   | Attaquant | Peter Beardsley | 18 janvier 1961          | 24     | Liverpool         |
| 10  | Attaquant | Gary Lineker    | 30 novembre 1960         | 32     | FC Barcelone      |
| 11  | Milieu    | John Barnes     | 7 novembre 1963          | 39     | Liverpool         |
| 12  | Milieu    | Chris Waddle    | 14 décembre 1960         | 34     | Tottenham Hotspur |
| 13  | Gardien   | Chris Woods     | 14 novembre 1959         | 12     | Glasgow Rangers   |
| 14  | Défenseur | Viv Anderson    | 29 juillet 1956          | 30     | Manchester United |
| 15  | Milieu    | Steve McMahon   | 20 août 1961             | 3      | Liverpool         |
| 16  | Milieu    | Peter Reid      | 20 juin 1956             | 13     | Everton           |
| 17  | Milieu    | Glenn Hoddle    | 27 octobre 1957          | 50     | AS Monaco         |
| 18  | Attaquant | Mark Hateley    | 7 novembre 1961          | 28     | AS Monaco         |
| 19  | Défenseur | Mark Wright     | 1er août 1963            | 20     | Derby County      |
| 20  | Défenseur | Tony Dorigo     | 31 décembre 1965         | 0      | Chelsea           |

### Danemark
Sélectionneur : Sepp Piontek
| No. | Pos.      | Joueur           | Date de naissance et âge | Sélec. | Club               |
| --- | --------- | ---------------- | ------------------------ | ------ | ------------------ |
| 1   | Gardien   | Troels Rasmussen | 7 avril 1961             |        | AGF Århus          |
| 2   | Défenseur | John Sivebæk     | 25 octobre 1961          |        | AS Saint-Étienne   |
| 3   | Défenseur | Søren Busk       | 10 avril 1953            |        | Wiener Sport-Club  |
| 4   | Défenseur | Morten Olsen     | 14 août 1949             |        | 1. FC Cologne      |
| 5   | Défenseur | Ivan Nielsen     | 9 octobre 1956           |        | PSV Eindhoven      |
| 6   | Milieu    | Søren Lerby      | 1er février 1958         |        | PSV Eindhoven      |
| 7   | Milieu    | John Helt        | 29 décembre 1959         |        | Lyngby BK          |
| 8   | Milieu    | Per Frimann      | 4 juin 1962              |        | AGF Århus          |
| 9   | Milieu    | Jan Heintze      | 17 août 1963             |        | PSV Eindhoven      |
| 10  | Attaquant | Preben Elkjær    | 11 septembre 1957        |        | Hellas Vérone      |
| 11  | Attaquant | Michael Laudrup  | 15 juin 1964             |        | Juventus           |
| 12  | Défenseur | Lars Olsen       | 2 février 1961           |        | Brøndby IF         |
| 13  | Milieu    | John Jensen      | 3 mai 1965               |        | Brøndby IF         |
| 14  | Attaquant | Jesper Olsen     | 20 mars 1961             |        | Manchester United  |
| 15  | Attaquant | Flemming Povlsen | 3 décembre 1966          |        | 1. FC Cologne      |
| 16  | Gardien   | Peter Schmeichel | 18 novembre 1963         |        | Brøndby IF         |
| 17  | Attaquant | Klaus Berggreen  | 3 février 1958           |        | AC Torino          |
| 18  | Attaquant | John Eriksen     | 20 novembre 1957         |        | Servette de Genève |
| 19  | Défenseur | Bjørn Kristensen | 10 octobre 1963          |        | AGF Århus          |
| 20  | Attaquant | Kim Vilfort      | 15 novembre 1962         |        | Brøndby IF         |

### Espagne
Sélectionneur : Miguel Muñoz
| No. | Pos.      | Joueur                | Date de naissance et âge | Sélec. | Club               |
| --- | --------- | --------------------- | ------------------------ | ------ | ------------------ |
| 1   | Gardien   | Andoni Zubizarreta    | 23 octobre 1961          | 115    | FC Barcelone       |
| 2   | Défenseur | Tomás Reñones         | 9 août 1960              | 31     | Atlético Madrid    |
| 3   | Défenseur | José Antonio Camacho  | 8 juin 1955              | 73     | Real de Madrid     |
| 4   | Défenseur | Genar Andrinúa        | 9 mai 1964               | 66     | Athletic Bilbao    |
| 5   | Milieu    | Víctor Muñoz          | 15 mars 1957             | 44     | FC Barcelone       |
| 6   | Milieu    | Ramón Calderé         | 16 janvier 1959          | 21     | FC Barcelone       |
| 7   | Attaquant | Julio Salinas         | 11 septembre 1962        | 30     | Atlético Madrid    |
| 8   | Défenseur | Manuel Sanchís        | 23 mars 1965             | 13     | Real de Madrid     |
| 9   | Attaquant | Emilio Butragueño     | 22 juillet 1963          | 19     | Real de Madrid     |
| 10  | Attaquant | Eloy                  | 10 juillet 1964          | 32     | Sporting Gijón     |
| 11  | Milieu    | Rafael Gordillo       | 24 février 1957          | 61     | Real de Madrid     |
| 12  | Défenseur | Diego                 | 20 avril 1960            | 1      | Betis Séville      |
| 13  | Gardien   | Francisco Buyo        | 13 janvier 1958          | 2      | Real de Madrid     |
| 14  | Milieu    | Ricardo Gallego       | 8 février 1959           | 44     | Real de Madrid     |
| 15  | Milieu    | Eusebio               | 13 avril 1964            | 17     | Atlético Madrid    |
| 16  | Attaquant | José Mari Bakero      | 11 février 1963          | 3      | Real Sociedad      |
| 17  | Attaquant | Txiki Begiristain     | 12 août 1964             | 12     | Real Sociedad      |
| 18  | Défenseur | Miquel Soler          | 13 mars 1965             | 23     | Espanyol Barcelone |
| 19  | Milieu    | Rafael Martín Vázquez | 25 septembre 1965        | 3      | Real de Madrid     |
| 20  | Milieu    | Míchel                | 23 mars 1963             | 1      | Real de Madrid     |

### Irlande
Sélectionneur : Jack Charlton
| No. | Pos.      | Joueur          | Date de naissance et âge | Sélec. | Club                |
| --- | --------- | --------------- | ------------------------ | ------ | ------------------- |
| 1   | Gardien   | Pat Bonner      | 24 mai 1960              | 23     | Celtic Glasgow      |
| 2   | Défenseur | Chris Morris    | 24 décembre 1963         | 5      | Celtic Glasgow      |
| 3   | Défenseur | Chris Hughton   | 11 décembre 1958         | 36     | Tottenham           |
| 4   | Défenseur | Mick McCarthy   | 7 février 1959           | 27     | Celtic Glasgow      |
| 5   | Défenseur | Kevin Moran     | 29 avril 1956            | 36     | Manchester United   |
| 6   | Milieu    | Ronnie Whelan   | 25 septembre 1961        | 26     | Liverpool           |
| 7   | Milieu    | Paul McGrath    | 4 décembre 1959          | 23     | Manchester United   |
| 8   | Milieu    | Ray Houghton    | 9 janvier 1962           | 15     | Liverpool           |
| 9   | Attaquant | John Aldridge   | 18 septembre 1958        | 15     | Liverpool           |
| 10  | Attaquant | Frank Stapleton | 10 juillet 1956          | 63     | Derby County        |
| 11  | Milieu    | Tony Galvin     | 12 juillet 1956          | 24     | Sheffield Wednesday |
| 12  | Attaquant | Tony Cascarino  | 1er septembre 1962       | 5      | Millwall            |
| 13  | Milieu    | Liam O'Brien    | 5 septembre 1964         | 6      | Manchester United   |
| 14  | Attaquant | David Kelly     | 25 novembre 1965         | 3      | Walsall             |
| 15  | Milieu    | Kevin Sheedy    | 21 octobre 1959          | 13     | Everton             |
| 16  | Gardien   | Gerry Peyton    | 20 mai 1956              | 24     | AFC Bournemouth     |
| 17  | Attaquant | John Byrne      | 1er février 1961         | 14     | Le Havre AC         |
| 18  | Attaquant | John Sheridan   | 1er octobre 1964         | 4      | Leeds United        |
| 19  | Défenseur | John Anderson   | 7 octobre 1959           | 15     | Newcastle United    |
| 20  | Attaquant | Niall Quinn     | 6 octobre 1966           | 9      | Arsenal             |

### Italie
Sélectionneur : Azeglio Vicini
| No. | Pos.      | Joueur               | Date de naissance et âge | Sélec. | Club               |
| --- | --------- | -------------------- | ------------------------ | ------ | ------------------ |
| 1   | Gardien   | Walter Zenga         | 28 avril 1960            |        | Inter de Milan     |
| 2   | Défenseur | Franco Baresi        | 8 mai 1960               |        | AC Milan           |
| 3   | Défenseur | Giuseppe Bergomi     | 22 décembre 1963         |        | Inter de Milan     |
| 4   | Défenseur | Roberto Cravero      | 3 janvier 1964           |        | Torino Calcio      |
| 5   | Défenseur | Ciro Ferrara         | 11 février 1967          |        | SSC Naples         |
| 6   | Défenseur | Riccardo Ferri       | 20 août 1963             |        | Inter de Milan     |
| 7   | Défenseur | Giovanni Francini    | 3 août 1963              |        | SSC Naples         |
| 8   | Défenseur | Paolo Maldini        | 26 juin 1968             |        | AC Milan           |
| 9   | Milieu    | Carlo Ancelotti      | 10 juin 1959             |        | AC Milan           |
| 10  | Défenseur | Luigi De Agostini    | 7 avril 1963             |        | Juventus           |
| 11  | Milieu    | Fernando De Napoli   | 15 mars 1964             |        | SSC Naples         |
| 12  | Gardien   | Stefano Tacconi      | 13 mai 1957              |        | Juventus           |
| 13  | Milieu    | Luca Fusi            | 7 juin 1963              |        | Sampdoria de Gênes |
| 14  | Milieu    | Giuseppe Giannini    | 20 août 1964             |        | AS Rome            |
| 15  | Défenseur | Francesco Romano     | 25 avril 1960            |        | SSC Naples         |
| 16  | Attaquant | Alessandro Altobelli | 28 novembre 1955         |        | Inter de Milan     |
| 17  | Milieu    | Roberto Donadoni     | 9 septembre 1963         |        | AC Milan           |
| 18  | Attaquant | Roberto Mancini      | 27 novembre 1964         |        | Sampdoria de Gênes |
| 19  | Attaquant | Ruggiero Rizzitelli  | 2 septembre 1967         |        | AC Césène          |
| 20  | Attaquant | Gianluca Vialli      | 9 juillet 1964           |        | Sampdoria de Gênes |

### Pays-Bas
Sélectionneur : Rinus Michels
| No. | Pos.      | Joueur             | Date de naissance et âge | Sélec. | Club                |
| --- | --------- | ------------------ | ------------------------ | ------ | ------------------- |
| 1   | Gardien   | Hans van Breukelen | 4 octobre 1956           | 35     | PSV Eindhoven       |
| 2   | Défenseur | Adrie van Tiggelen | 16 juin 1957             | 24     | RSC Anderlecht      |
| 3   | Défenseur | Sjaak Troost       | 28 août 1959             | 3      | Feyenoord Rotterdam |
| 4   | Défenseur | Ronald Koeman      | 21 mars 1963             | 23     | PSV Eindhoven       |
| 5   | Milieu    | Aron Winter        | 1er mars 1967            | 6      | Ajax Amsterdam      |
| 6   | Défenseur | Berry van Aerle    | 8 décembre 1962          | 6      | PSV Eindhoven       |
| 7   | Milieu    | Gerald Vanenburg   | 5 mars 1964              | 22     | PSV Eindhoven       |
| 8   | Milieu    | Arnold Mühren      | 2 mai 1951               | 18     | Ajax Amsterdam      |
| 9   | Attaquant | John Bosman        | 1er février 1965         | 12     | Ajax Amsterdam      |
| 10  | Milieu    | Ruud Gullit        | 1er septembre 1962       | 34     | AC Milan            |
| 11  | Milieu    | John van 't Schip  | 30 décembre 1963         | 16     | Ajax Amsterdam      |
| 12  | Attaquant | Marco van Basten   | 31 octobre 1964          | 19     | AC Milan            |
| 13  | Milieu    | Erwin Koeman       | 20 septembre 1961        | 10     | FC Malines          |
| 14  | Attaquant | Wim Kieft          | 12 novembre 1962         | 15     | PSV Eindhoven       |
| 15  | Défenseur | Wim Koevermans     | 28 juin 1960             | 1      | Fortuna Sittard     |
| 16  | Gardien   | Joop Hiele         | 25 décembre 1958         | 4      | Feyenoord Rotterdam |
| 17  | Milieu    | Frank Rijkaard     | 30 septembre 1962        | 26     | Real Saragosse      |
| 18  | Défenseur | Wilbert Suvrijn    | 26 octobre 1962          | 6      | Roda JC             |
| 19  | Milieu    | Hendrie Krüzen     | 24 novembre 1964         | 3      | FC Den Bosch        |
| 20  | Milieu    | Jan Wouters        | 17 juillet 1960          | 14     | Ajax Amsterdam      |

### Union soviétique
Sélectionneur : Valeri Lobanovski
| No. | Pos.      | Joueur                 | Date de naissance et âge | Sélec. | Club                  |
| --- | --------- | ---------------------- | ------------------------ | ------ | --------------------- |
| 1   | Gardien   | Rinat Dasaev           | 13 juin 1957             | 77     | Spartak Moscou        |
| 2   | Défenseur | Vladimir Bessonov      | 5 mars 1958              | 67     | Dynamo Kiev           |
| 3   | Défenseur | Vagiz Khidyatulline    | 3 mars 1959              | 42     | Spartak Moscou        |
| 4   | Défenseur | Oleg Kuznetsov         | 22 mars 1963             | 26     | Dynamo Kiev           |
| 5   | Défenseur | Anatoliy Demyanenko    | 19 février 1959          | 65     | Dynamo Kiev           |
| 6   | Milieu    | Vasiliy Rats           | 25 avril 1961            | 23     | Dynamo Kiev           |
| 7   | Attaquant | Sergueï Aleinikov      | 7 novembre 1961          | 41     | Dynamo Minsk          |
| 8   | Milieu    | Guennadi Litovtchenko  | 11 septembre 1963        | 32     | Dynamo Kiev           |
| 9   | Milieu    | Aleksandr Zavarov      | 26 avril 1961            | 23     | Dynamo Kiev           |
| 10  | Attaquant | Oleg Protasov          | 4 février 1964           | 35     | Dynamo Kiev           |
| 11  | Attaquant | Igor Belanov           | 25 septembre 1960        | 22     | Dynamo Kiev           |
| 12  | Défenseur | Ivan Vishnevsky        | 21 février 1957          | 6      | Dnipro Dnipropetrovsk |
| 13  | Défenseur | Tengiz Sulakvelidze    | 23 juillet 1956          | 47     | Dinamo Tbilissi       |
| 14  | Défenseur | Viatcheslav Soukristov | 1er janvier 1961         | 3      | Žalgiris Vilnius      |
| 15  | Attaquant | Alexeï Mikhaïlitchenko | 30 mars 1963             | 7      | Dynamo Kiev           |
| 16  | Gardien   | Viktor Chanov          | 21 juillet 1959          | 7      | Dynamo Kiev           |
| 17  | Attaquant | Sergueï Dmitriev       | 19 mars 1964             | 6      | Zenit Leningrad       |
| 18  | Milieu    | Sergueï Gotsmanov      | 27 mars 1959             | 25     | Dynamo Minsk          |
| 19  | Défenseur | Sergueï Baltacha       | 17 février 1958          | 44     | Dynamo Kiev           |
| 20  | Milieu    | Victor Pasulko         | 1er janvier 1961         | 6      | Spartak Moscou        |